# Wilhelm Harms
Wilhelm Harms, genannt Schausting Harms (* 6. Juni 1850 in Schwaan; † 21. Januar 1933 in Brüel) war ein deutscher Schriftsteller niederdeutscher Mundart.
Wilhelm Harms entstammte als Sohn eines Zieglergesellen ärmlichen Verhältnissen. Nach der Volksschule absolvierte er eine Schusterlehre, der Jahre der Wanderschaft folgten, bis er sich in Brüel als Schuhmacher niederließ. 1908 veröffentlichte der Hinstorff Verlag seine erste plattdeutsche Erzählung im Voß und Haas Kalender, weitere folgten. 
Harms galt als Mecklenburger Original, er wurde „Schauster“ (hochdeutsch Schuster) oder „Schausting Harms“ genannt. Er erwarb sich den Titel „Meistersänger“, als er in einer Wagner-Aufführung am großherzoglichen Hof in Schwerin auftrat.